# Nick Thometz
Nick Thometz (* 16. September 1963 in Minneapolis) ist ein US-amerikanischer Eisschnellläufer.
Die Olympischen Winterspiele in Sarajevo 1984 sollten seine erfolgreichsten Spiele werden. Im Lauf über 500 Meter belegte er Platz 5, hinter seinem Landsmann Dan Jansen. Im Lauf über 1000 Meter, wo er Platz 4 belegte, war der Norweger Kai Arne Engelstad mit 1/10 Sekunde Vorsprung schneller und verhinderte den Sieg einer olympischen Medaille.
Der Eisschnelllauf-Weltcup 1985/86 brachte ihn mit konstant guten Leistungen in der Gesamtwertung ganz nach vorne. In der Gesamtwertung belegte er Rang 2 über 1000 Meter und Rang 3 über 500 Meter.
Bei den Sprintweltmeisterschaften im kanadischen Quebec-City gewann er Silber. Mit der schnellsten Zeit über 1000 Meter lag er nach zwei Strecken in Führung. Am Ende musste er sich dem Japaner Akira Kuroiwa geschlagen geben. Am 19. März 1987 lief Nick Thometz in Heerenveen in 36,55 Sekunden, Weltrekord über 500 Meter. Der Eisschnelllauf-Weltcup 1986/87 erbrachte für ihn bis zum Jahreswechsel keinen einzigen Sieg. In der zweiten Hälfte der Saison holte er mit einem Sieg nach dem anderen auf. Nach vier Siegen über 500 Meter und vier über 1000 Meter führte er zum Ende unangefochten die Ranglisten an.
In den folgenden Jahren konnte er seine Leistungen, weder im Weltcup noch bei den Olympischen Spielen wiederholen. Er beendete seine Internationale Karriere nach den Olympischen Spielen 1992 in Albertville. Das Saisonfinale im Eisschnelllauf-Weltcup 1991/92 in Butte sollte ihn nochmal aus Treppchen bringen. Mit Platz 2 über 1000 Meter trat er vom aktiven Sport zurück.